# Detti
A Detti női név a Bernadett önállóvá vált beceneve.

## Rokon nevek
Bernadett, Bernadetta, Bernarda, Bernardina, Berna

## Gyakorisága
Az újszülötteknek adott nevek körében az 1990-es években szórványosan fordult elő. A 2000-es és a 2010-es években sem szerepelt a 100 leggyakrabban adott női név között.
A teljes népességre vonatkozóan a Detti sem a 2000-es, sem a 2010-es években nem szerepelt a 100 leggyakrabban viselt női név között.

## Névnapok
február 18., április 16.

## Híres Dettik
Hasenfracz Bernadett (Detti) 